# الأدب الأسترالي

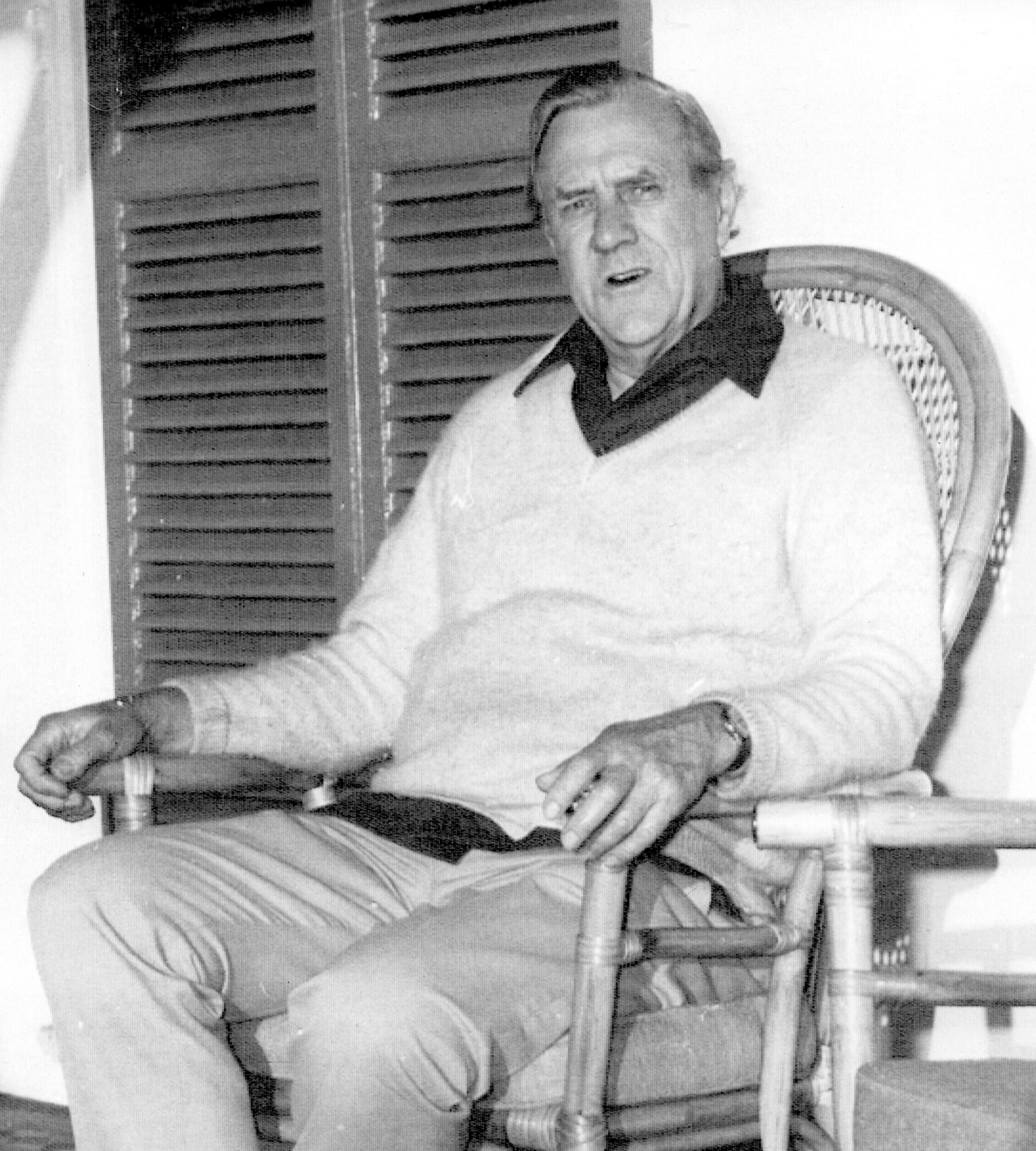

الأدب الأسترالي هو الأعمال الكتابية أو الأدبية المنتجة في منطقة كومنولوث أستراليا ومن شعبها ومستعمراتها السابقة. خلال تاريخها الغربي الباكر، كانت أستراليا مجموعة من المستعمرات البريطانية، ولذلك، بدأت تقاليدها الأدبية المعروفة مع التقاليد الواسعة للأدب الإنجليزي وارتبطت به. وعلى أيّ حال، منذ عام 1788، قدم فن سرد القصص للكتّاب الأستراليين شخصية قارة جديدة إلى الأدب_باستعراض عدّة مواضيع مثل الأستراليين الأصليين، والعشرة، والمساواتية، والديمقراطية، والهوية الوطنية، والهجرة، وموقع وجغرافية أستراليا الفريدة، وتعقيدات الحياة الريفية، و«جمال وهلع» الحياة في المناطق النائية الريفية الأسترالية.

## نظرة عامّة
الكتّاب الأستراليون الذين نالوا شهرةً عالمية بما فيهم الحاصلين على جائزة نوبل في الأدب مثل المؤلف باتريك وايت، وكذلك المؤلفين أمثال كريستينا وايت، وديفيد معلوف، وبيتر كاري، وبرادلي ترفور غريف، وتوماس كينيلي، وكولين مكلو، ونيفيل شوت، وموريس ويست. يشتمل المؤلفون المغتربون المعاصرون الجديرون بالذكر على النسوية جيرمين غرير، ومؤرخ الفن روبرت هيوز، والفكاهي باري همفريز، وكلايف جيمس.
يكون بين المؤلفين المهمّين للأعمال الأسترالية الكلاسيكية الشعراء هنري لوسن، وبانجو باترسون، وسي جاي دينيس، ودوروثيا ماكلر. كتب دينيس باللغة العامية الأسترالية، بينما كتب ماكلر القصيدة الوطنية الرمزية بلدي. تواجه لوسون وباترسون في «مناظرة النشرة» الشهيرة حول طبيعة الحياة في أستراليا إذ تطرّق لوسون إلى النظرة الحادة الصلية للمناطق النائية الريفية الأسترالية وكان باترسون رومنسيًا. اعتُبر لوسون على نطاق واسع واحدًا من كتّاب القصص القصيرة الأعظم، بينما تبقى قصائد باترسون من بين قصائد المناطق النائية الريفية الأسترالية الأكثر شعبيةً. يشتمل الشعراء المهمّين للقرن العشرين على ديم ماري جيلمور، وكينيث سليسور، أيه دي هوب، وجوديث رايت. يكون ليه موراي وبروس داو من بين الشعراء المعاصرين الأكثر شهرة، واللذان تُدرسان قصائدهما عادة في المدارس الثانوية الأسترالية.
يشتمل روائيو الأعمال الأسترالية الكلاسيكية على ماركوس كلارك (لفترة حياته الطبيعية)، ومايلز فرانكلين (مسيرتي الرائعة)، و إثيل ريتشاردسون (حظوط ريتشارد ماهوني)، وجوزيف فورفي (هكذا هي الحياة)، وتوماس ألكسندر براون (السرقة باستخدام السلاح)، وروث بارك (الهارب في الجنوب). وفيما يخص أدب الأطفال، تُصنّف أعمال نورمان ليندسي (سحر البودنغ)، وميم فوكس (حيوان الأبسوم)، وماي جيبس (سنوغلبوت وكودليباي) من بين الأدب الكلاسيكي الأسترالي، بينما ميلينا مارشيتا (البثح عن أليبراندي) هي من أدب الشباب المعاصر الكلاسيكي. يتكون الكتّاب المسرحيون الأستراليون عالو الشأن من ستيل رود، وديفيد ويليامسون، وآلان سايمور، ونيك إنرايت.
وعلى الرغم من أنّه تاريخيًا نسبة قليلة فقط من الشعوب الأسترالية عاشت خارج المدن الأساسية، نشأت الكثير من الأساطير وأكثر القصص الأسترالية تميزًا في المناطق النائية الريفية في أستراليا، في الرعاة والمناطق العشوائية وشعوب الأراضي القاحلة، في السهول المغبرة. 
يُعرف ديفيد يونيبون بصفته أول مؤلف من السكان الأصليين الأستراليين. كان أودجيرو نونيوكال أول أسترالي أصلي ينشر كتاب شعر. تُوجد مذكرات رائدة حول تجارب الأجيال المسروقة في كتاب مكاني لسالي مورغان.
يعد كلٌّ من شارلز بين، وجيوفري بليني، وروبرت هيوز، ومانينغ كلارك، وكلير رايت، ومارسيا لانغتون مؤلفين عن التواريخ الأسترالية المهمة.

## مواضيع وكتّاب سكان جزيرة مضيق توريس والسكان الأصليين

### كتابة سكان جزيرة مضيق توريس والسكان الأصليين
بينما ساهم جيمس يونيبون (نحو 1835-1907) والد ديفيد يونيبون (1872-1967)، في تفسير ميثولوجيا الأستراليين الأصليين المكتوبة من قبل المُبشر جورج تابلين، قدّم ديفيد أوّل رواية ميثولوجيا الأستراليين الأصليين مكتوبة من قبل أسترالي أصلي: حكايات الأستراليين الأصليين الأسطورية. وعُرف بفضل هذا كأول مؤلف من الأستراليين الأصليين. كان أودجيرو نونيوكال (1920-1933) شاعرًا أستراليًا أصليًا مشهورًا وكاتبًا وناشطًا حقوقيًا بفضل نشره لأوّل كتاب شعر لأسترالي أصلي: نحن نذهب (1964). اعتُبرت رواية سالي مورغان مكاني من المذكرات رائدة من ناحية جلبها اهتمام واسع لقصص السكان الأصليين الأستراليين. يُعد ناشطو السكان الأصليين البارزون مارسيا لانغتون (أول الأستراليين، 2008) ونويل بيرسون (صعودًا من الهدف، 2009) من المساهمين المعاصرين الناشطين في الأدب الأسترالي.
يُلاحظ زيادة أصوات السكان الأصليين بما فيهم الكاتب المسرحي جاك ديفيس وكيفن غيلبرت. يشتمل الكـتّاب المتجهون نحو الشهرة في القرن الواحد والعشرين على كيم سكوت، وألكسيس رايت، وكيت هوارث، وتارا جون ونش، يفيتي هولت، وأنيتا هايس. الأسترالي المرموق كيم سكوت هو من مؤلفي السكان الأصليين الفائزين بجائزة برانكلين مايلز الذي تشارك الفوز بها (مع ثيا أستلي) في عام 2000 عن روايته بنانغ ومجددًا في عام 2011 عن روايته هذا رقص على حافة الموت.  حصل أليكسيس رايت على الجائزة في عام 2007 عن روايته كاربنتاريا. نالت ميليسا لوكاشينكو الجائزة في عام 2019 عن روايتها الكثير من الوقاحة، وكانت من قائمة المرشحين لجائزة ستيلا لكتابات النساء الأستراليات.
يُحتفظ بالرسائل المكتوبة من قبل قادة السكان الأصليين الجديرين بالذكر أمثال بينلونغ والسير دوغلاس نيكولس  بصفتها كنوز في الأدب الأسترالي، كما عرائض صراخ ييركالا التاريخية لعام 1963 والتي هي أول وثيقة تقليدية للسكان الأصليين يعترف بها البرلمان الأسترالي. يوفر مشروع بلاكووردز لموارد الأدب الأسترالية قائمة شاملة بروائي وكتّاب جزيرة مضيق توريس والسكان الأصليين.

### الكتابة عن شعوب سكان جزيرة مضيق توريس والسكان الأصليين
في مرحلة بداية الاستعمار، لم يطور الأستراليون الأصليون نظامًا للكتابة، ولذلك تعود أولى القصص الأدبية للسكان الأصليين إلى الصحف والمستكشفين الأوروبيين الأوائل، والتي تحتوي أوصاف التواصل الأوّل، سواء العنيفة أو الودودة. تحدثت القصص الباكرة المكتوبة من قبل المسكتشفين الهولنديين والمغامر الإنجليزي ويليام دامبير عن «السكان الأصليين لهولندا الجديدة» بوصفهم «متوحشين بربريين»، وبحلول زمن القبطان جيمس كوك والأسطول الأول البحري لواتكين تينش (في عهد جان جاك روسو)، أصبحت قصص السكان الأصليين أكثر تعاطفًا وشاعريةً، ومما كتبه كوك في صحيفته في 23 أغسطس عام 1770: «يمكن حقًا القول أن هؤلاء الأشخاص في حالة طبيعية طاهرة، وقد يبدو للبعض أنهم الأكثر بؤسًا على سطح الأرض: ولكنّهم في الواقع أسعد منا بكثير....نحن الأوروبيين».
كُتبت العديد من الأعمال من قبل غير الأصليين الأستراليين وتناولت مواضيع السكان الأصليين. تشتمل الأمثلة على قصائد جوديث رايت، وترتيلة جيمي بلاكسميث لتوماس كينيلي، وليبرانا لدونالد ستيورات، والقصة القصيرة لديفيد معلوف: « المتحدّث الوحيد للسانه». تشتمل التواريخ المغطيّة لمواضيع الأصليين على واتكين تينش (حكاية البعثة إلى خليج بوتاني والقصة الكاملة للمستوطنة الاستعمارية في ميناء جاكسون) ورودريك جاي فلانغن (السكان الأصليين لأستراليا عام 1888)، والقبائل الأصلية لأستراليا الوسطى لسبينسر وغيلين عام 1899،و يوميات دونالد تومبسون حول موضوع شعب يولنغو في أرنهيم لاند (نحو 1935-1943)، وآلان مورهيد (الأثر الحتمي عام 1966)، وجيوفري بليني (انتصار البدو عام 1975)، وهنري رينولدز (الجانب الآخر للحدود عام 1981)، ومارسيا لانغتون (أول الأستراليين عام 2008). التفسيرات المختلفة لتاريخ السكان الأصليين هو أيضًا موضوع للجدال العصري في أستراليا، وخاصةً بين كاتبي المقالات روبرت ماني وكيث وينشتل.